# New York State Association Opposed to Woman Suffrage

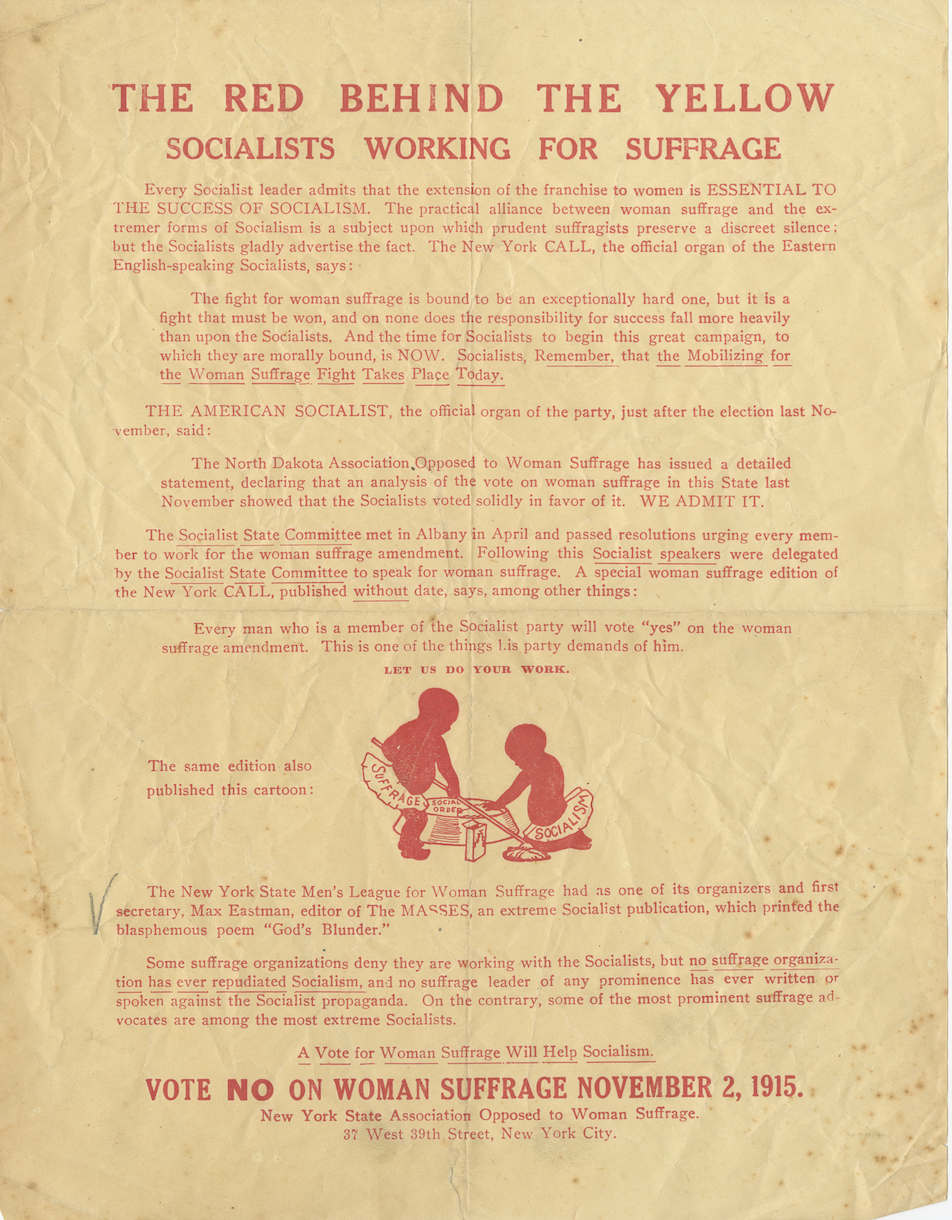
Cartell del 1915 de la New York State Association Opposed to Woman Suffrage.

La New York State Association Opposed to Woman Suffrage (NYSAOWS) fou una organització anti-sufragista de l'estat de Nova York. Estava format per dones prominents que lluitaven contra la causa sufragista donant discursos, donant materials i pamflets i també publicant una revista. Hi havia diverses filials per l'estat de Nova York i va ser considerada un dels grups antisufragistes més actius de l'estat.

## Història
Inicialment el grup fou conegut com la New York State Association Opposed to the Extension of the Suffrage to Women i fou format l'abril de 1895. Es canvià el nom entre el 27 d'octubre de 1908 i el 4 de novembre de 1908. El grup tenia diverses dones "prominents" entre les seus membres. Hi havia diverses filials per l'estat, incloent en Albany, Brooklyn i Buffalo. Les membres pagaven unes quotes, començant per 3 dòlars americans.
La presidenta de l'organització reunia el comitè executiu anualment, tant el desembre o l'abril. Els membres de la directiva eren elegides i els informes de les activitats dels anys previs eren compartits. L'informe també incloïa informació sobre els esforços pel sufragi de les dones pel país. El grup es reunia a la casa de la senyora George Phillips (Mary E. Phillips) durant molts anys, però en octubre del 1908 s'obrí una oficina a l'edifici delEngineering Societies' Building and Engineers' Club. El juliol de 1908, NYSAOWS començà a publicar una revista trimestral anomenada The Anti-Suffragist la qual fou publicada per abril de 1912.
Les membres de l'organització creien que les dones participant en política serien "perturbadores cap a tot allò relacionat en la vida en la llar". They also felt that women's roles as mothers and caregivers meant they did not have to do "further service" as citizens. En general, les membres creien que més gent estava del seu costat i tot el que havien de fer elles era ajudar "a que les dones reconegueren la necessitat vital d'un divisió mundial del treball entre els homes i les dones." El 1896, la NYSAOWS creia que solament un 10% de les dones volien veritablement poder votar. NYSAOWS també utilitzà tàctiques com associar el moviment sufragista amb el "suport a causes socialistes".
El grup rebia peticions d'informació, consell o assistència de dones d'altres estats dels Estats Units. També enviaven peticions a l'Assemblea Estatal de Nova York, demanat que no garantiren el dret a votar femení. L'associació atreia grans quantitats de gent, com la feta a l'Ajuntament de Glens Falls el febrer de 1915, quan la presidenta de la NYSAOWS, Alice Hill Chittenden, va donar un discurs.
Quan les dones de l'estat de Nova York guanyaren el dret a votar el 1917, la NYSAOWS es reorganitzà per a treballar cap a la derogació del dret de sufragi de les dones. També decidiren lluitar contra la garantia del sufragi de les dones a nivell dels Estats Units. Després que la Dinovena esmena de la Constitució dels Estats Units fóra aprovada, la Filial de Brooklyn de la NYSAOWS es reuní a la llar de Carolyn Putnam (Sra. W.A Putnam) per a discutir el treball contra l'esmena federal. NYSAOWS decidí convertir-se en una nova organització, el Partit de les Dones Anti-Sufragi (Women Voters' Anti-Suffrage Party).

## Presidentes
Diverses dones serviren a l'organització com a presidentes. Abby Hamlin Abbot suplí Scott i Dodge se'n va anar per a dirigir la National Association Opposed to Woman Suffrage.
- Lucy Parkman Scott (1895-1910)
- Abby Hamlin Abbott parts de 1902 i 1907
- Josephine Jewell Dodge (1910)
- Carolyn Putnam (1911-1912)
- Alice Hill Chittenden (1913-1917)